# Ängsmaskrosor
Ängsmaskrosor, Taraxacum sect. Hamata, är en sektion i maskrossläktet som omfattar cirka 20 småarter. Ängsmaskrosor blommar i maj och växer mest på ängar och betesmarker och liknade områden.

## Dottertaxa till Ängsmaskrosor, i urval och i alfabetisk ordning[1]
| Taraxacum atactum       | XXX | Hollandsmaskros        |  |
| Taraxacum boekmanii     | XXX | Bökmans maskros        |  |
| Taraxacum fusciflorum   | XXX | Mörk ängsmaskros       |  |
| Taraxacum hamatiforme   | XXX | Lövmaskros             |  |
| Taraxacum hamatum       | XXX | Ängsmaskros            |  |
| Taraxacum hamiferum     | XXX | Grönsvart maskros      |  |
| Taraxacum kernianum     | XXX | Smalflikig ängsmaskros |  |
| Taraxacum lamprophyllum | XXX | Stor ängsmaskros       |  |
| Taraxacum marklundii    | XXX | Marklunds maskros      |  |
| Taraxacum pruinatum     | XXX | Pudermaskros           |  |
| Taraxacum pseudohamatum | XXX | Brittmaskros           |  |
| Taraxacum quadrans      | XXX | Kvadratmaskros         |  |
| Taraxacum spiculatum    | XXX | Spikmaskros            |  |
| Taraxacum subericinum   | XXX | Drentemaskros          |  |
| Taraxacum subhamatum    | XXX | Daggmaskros            |  |